# Conicofrontia sesamiodes
Conicofrontia sesamiodes är en fjärilsart som beskrevs av George Francis Hampson 1902. Conicofrontia sesamiodes ingår i släktet Conicofrontia och familjen nattflyn. Inga underarter finns listade i Catalogue of Life.